# Petali di stelle e luna
Petali di stelle e luna è un singolo di Enzo Draghi, pubblicato il 6 dicembre 2019 da PA74 Music.

## La canzone
La canzone è una cover del brano originale presentato all'interno della serie Petali di stelle per Sailor Moon, composto da Masaki Araki e adattato in lingua italiana da Nicola Carrassi. In originale il testo è di Naoko Takeuchi, autrice della serie di Sailor Moon. Il singolo è estratto dal quinto CD dell'edizione deluxe di Le mitiche sigle TV.

## Tracce
Download digitale
Testi di Naoko Takeuchi e Nicola Carrassi, musiche di Masaki Araki.
1. Enzo Draghi – Petali di stelle e luna (feat. Nicola Carrassi) – 3:57

## Produzione
- Enzo Draghi – Direzione artistica
- Nicola Carrassi – Ideazione, produzione e adattamento italiano
- Columbia Records Japan – Detentore del copyright (1996)

## Formazione
- Alessandro Porcella – Mixaggio e direzione tecnica per PA74 Music